# Max Kaminsky (Musiker)

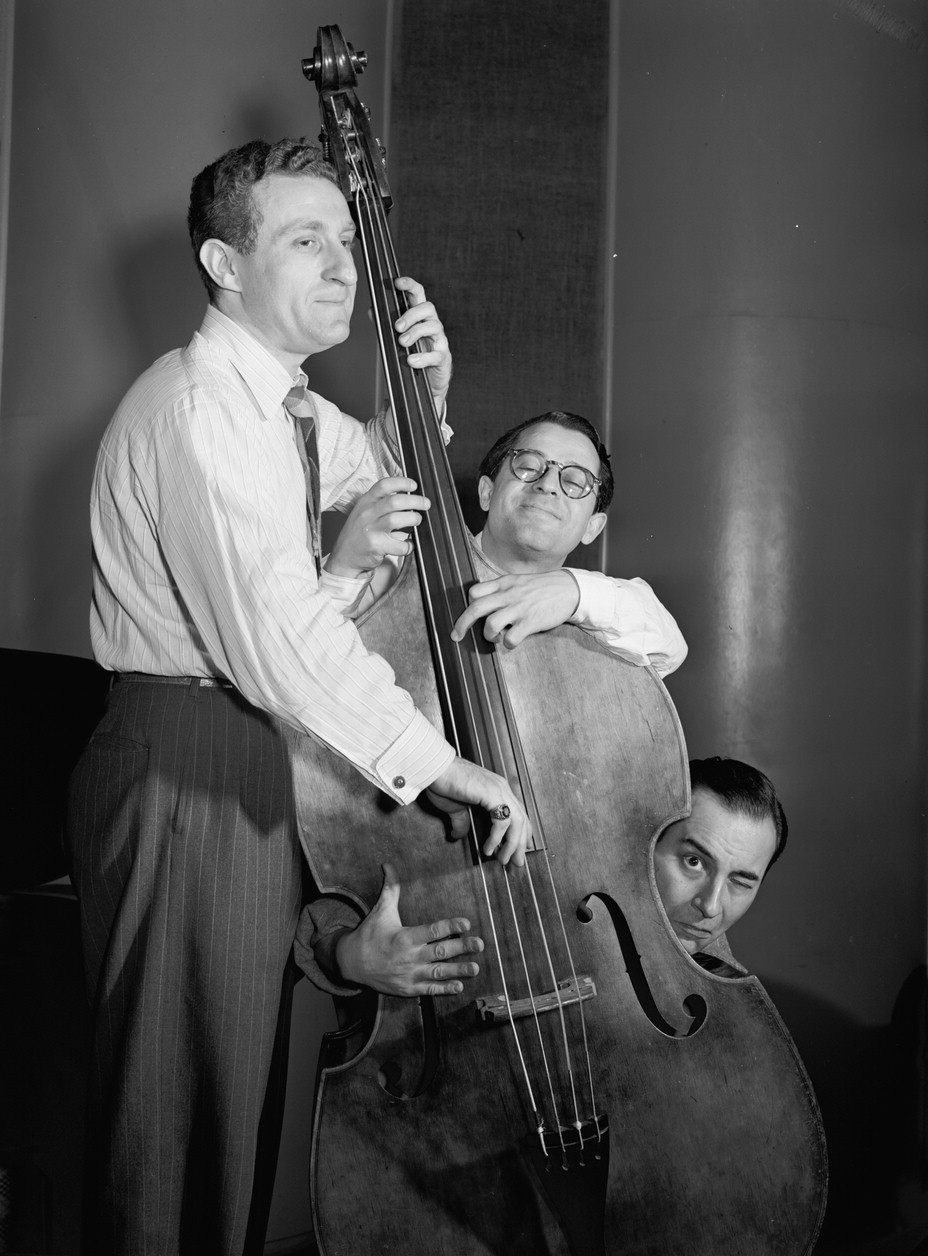
Jack Lesberg, Max Kaminsky und Peanuts Hucko. Foto: William P. Gottlieb

Max Kaminsky (* 7. September 1908 in Brockton/Massachusetts; † 6. September 1994) war ein US-amerikanischer Jazztrompeter des Dixieland Jazz.
Kaminsky begann seine Karriere nach privater Ausbildung 1924 in Boston. 1928 spielte er in Chicago bei George Wettling und Frank Teschemacher. Kurze Zeit war er auch in der Original Dixieland Jass Band. Später zog er nach New York City und arbeitete bei Red Nichols. 1933 spielte er bei den Chocolate Dandies von Eddie Condon und Benny Carter, anschließend bei Mezz Mezzrow. Er arbeitete bei Tommy Dorsey (1936, 1938) Artie Shaw und Bud Freeman (1939). Mit der Marineband, die Artie Shaw im Zweiten Weltkrieg leitete, spielte er im Südpazifik. Anschließend trat er mit Condon in der Carnegie Hall auf und spielte mit Sidney Bechet, George Brunis, Art Hodes, Joe Marsala, Willie The Lion Smith und Jack Teagarden (z. B. Big T. and Mighty Max, Teldec 1979, Kompilation von Commodore Aufnahmen 1944). 
In den 1950er Jahren spielte er mehrere Jahre in der Fernsehband von Jackie Gleason, spielte häufig mit Eddie Condon und war zudem Mitglied der Earl Hines All stars, mit denen er 1957 auch in Europa tourte. 1958/59 war er mit Teagarden auf Tourneen in Europa und Asien unterwegs. 1963 verfasste er mit V. E. Hughes seine Autobiographie und hatte seit 1964 wieder eine eigene Band, mit der er mehrfach bis in die 1980er Jahre auf dem Newport Jazz Festival auftrat und in den 1970er Jahren im Club Jimmy Ryan’s spielte.